# 十字街镇
十字街镇，是中华人民共和国辽宁省丹东市东港市下辖的一个乡镇级行政单位。

## 行政区划
十字街镇下辖以下地区：
十字街村、太安村、棋盘村、龙潭村、龙源村、安全村、龙山村、小楼房村、坎子下村、孙家店村、盛山村、赤榆村和宏天村。